# Mansour Ier (Samanides)
Abou Salih Mansour, mort pendant l'été 976, est un émir des Samanides (961-976), fils de Nouh Ier.

## Prise de pouvoir

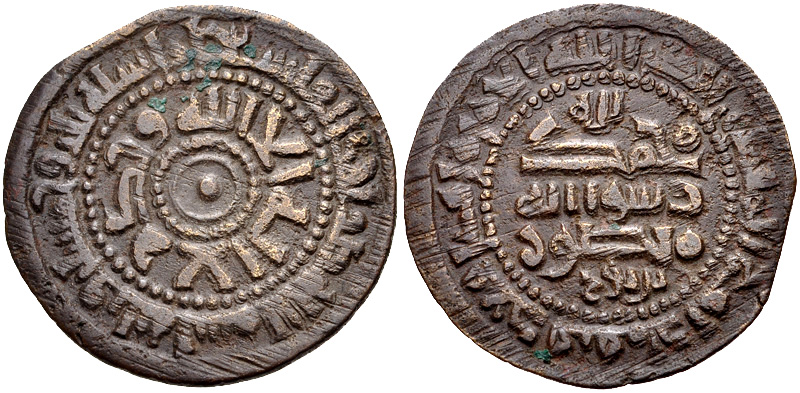
Pièce de Mansur I en cuivre.

La mort du frère de Mansour Abdul Malik Ier à la fin 961 cause une crise de succession. La caste militaire turque, qui contrôle effectivement le gouvernement, se déchire sur la succession de Abdul Malik. Alptegîn, le leader des Turcs Samanides et gouverneur du Khorassan, soutient le fils d'Abdul Malik, tandis que Fa'iq, qui connaît Mansour depuis son enfance, appuie le couronnement de ce dernier. Mansour et Fa'iq sont probablement victorieux ; Alptegîn fuit dans son fief de Ghazni, où l'Empire Ghaznévides est probablement formé.

## Règne
Le règne de Mansour est caractérisé par un souverain faible et de perpétuelle trouble financière. Un nouveau gouverneur du Khurasan, Abu'l-Hasan Muhammad Simjuri, est nommé. Il part aussitôt en guerre contre les Bouyides, qui ont durant cette année chassé le vassal Ziyaride des Samanides du Tabarestan et du Gorgan. La mort de Vushmgir, le prince Ziyaride, quelques années plus tard cause une cessation des hostilités, et le Bouyide Adhud ad-Dawla paie un tribut aux Samanides. Cependant, le paiement de ce tribut ne dura pas très longtemps et Mansour continue d'avoir des difficultés croissantes de trésorerie. Les Bouyides veulent continuer à progresser sur les positions Samanides. Adhud ad-Dawla arrache Kerman des mains de Banu Ilyas, nominalement un vassal des Samanides, et qui a effectivement déraciné Abus, un fils de Vushmgir et le candidat Samanide pour lui succéder, au Tabaristan et au Gorgan.
En 969 le Saffaride Abu Ahmad Khalaf arrive à la cour Samanide, demandant une assistance contre son frère Tahir. Une aide militaire est donnée, bien que Tahir meurt en 970 ce qui se trouve plus efficace que l'assistance des Samanides. Le fils de Tahir Husain continue probablement le combat, et gagne le soutien des Samanides. En conséquence, les tributs envoyés par Khalaf cessent. En 975, Mansour nomme Abu 'Abd-Allah Ahmad ibn Muhammad Jaihani, un petit-fils de Abu 'Abd-Allah al-Jaihani, vizir mais il se trouve incapable d'enrayer le déclin des Samanides. Mansour meurt l'année suivante, et son fils Nouh II lui succède.

## Action culturelle et religieuse
Mansour Ier contribua au développement du persan dans l'administration et la littérature. En 963, il réclame une traduction du Coran en persan afin de le rendre plus compréhensible. Pour ce faire, il convoque à la cour les plus éminents théologiens de Transoxiane qui donnent un avis favorable à cette traduction. Ainsi, il encourage son conseiller Bal'ami a rédiger le Tarikh-i Bal'ami qui est une traduction persane de la Chronique de Tabari (Histoire des prophètes et des rois). Il commande aussi une traduction du Tafsir al-Tabari (en), une exégèse du Coran. C'est la première traduction en persan de tous les versets du Coran. Tafsir-e Tabari est l’un des quatre livres les plus anciens écrits en persan moderne (farsi).